# Tărpiu, Bistrița-Năsăud
Tărpiu, mai demult Terpiu, Terpiiu, Terptiiu, Tărpiiu, Târpiu, Tărpeni (în dialectul săsesc Träppen, Trappen, Träppn, în germană Treppen, în maghiară Törpény, Szásztörpény) este un sat în comuna Dumitra din județul Bistrița-Năsăud, Transilvania, România. Este situată la 8 km sud-vest de Cepari, pe un drum judetean parțial asfaltat și la 12 km nord de Bistrița.

## Istoric
Prima mențiune documentară: 1332.

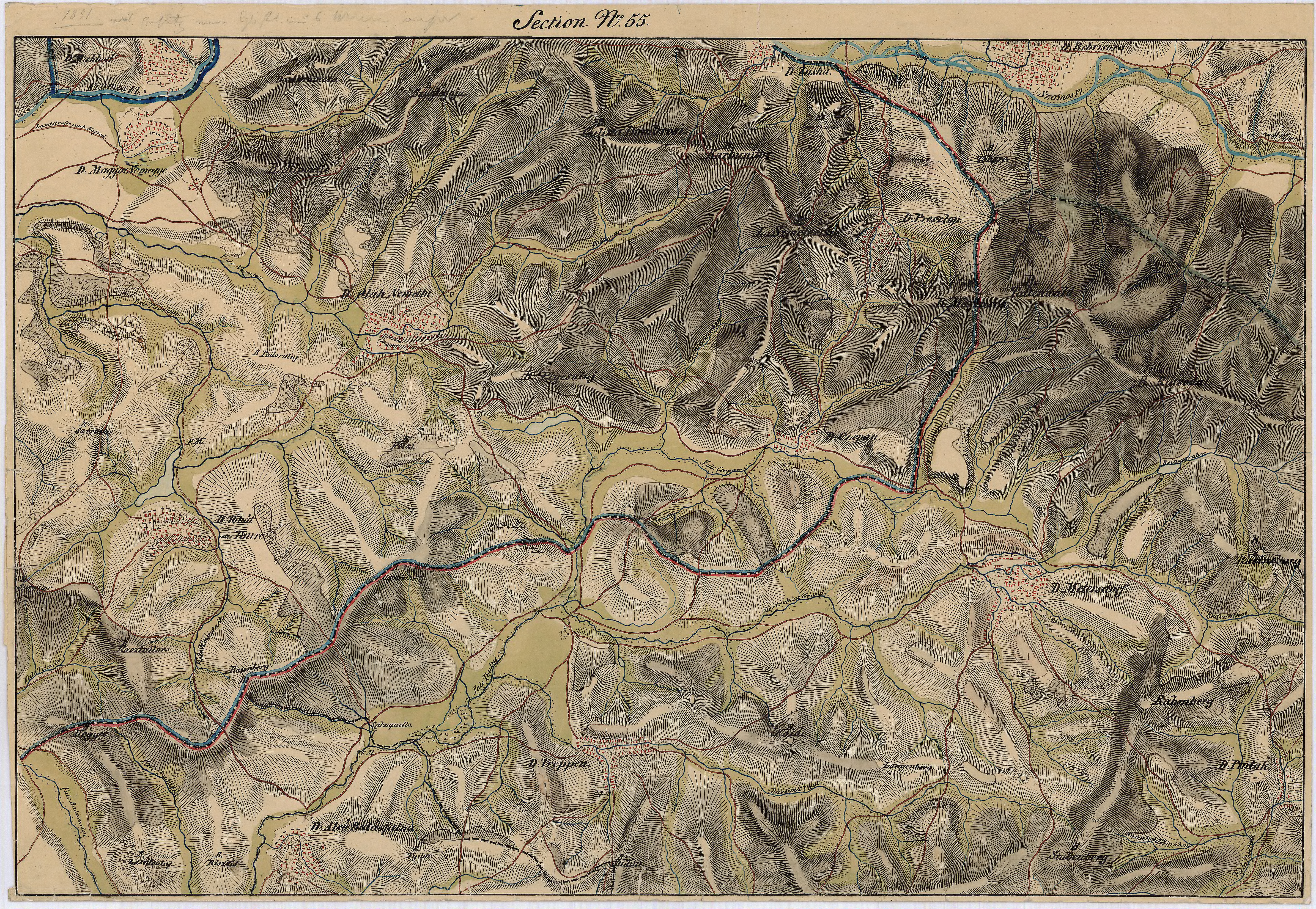
Tărpiu în Harta Iosefină a Transilvaniei, 1769-73

Până în 1870 a fost locuită numai de sași. 
În 1941 avea 1074 locuitori, dintre care 690 germani (64%). 
Din 1992 în Tărpiu nu mai locuiesc germani.

## Lăcașuri de cult
- Biserica Evanghelică-Lutherană (monument istoric), fortificată, construită in stil gotic incepând cu 1504, donata în anii 60 ai secolului al XX-lea comunității ortodoxe. Renovată de statul român între 1991-2000.

## Personalități
- Eduard Eisenburger (1928 - 1990), demnitar comunist

## Vezi și
- Biserica Evanghelică-Lutherană din Tărpiu

## Imagini

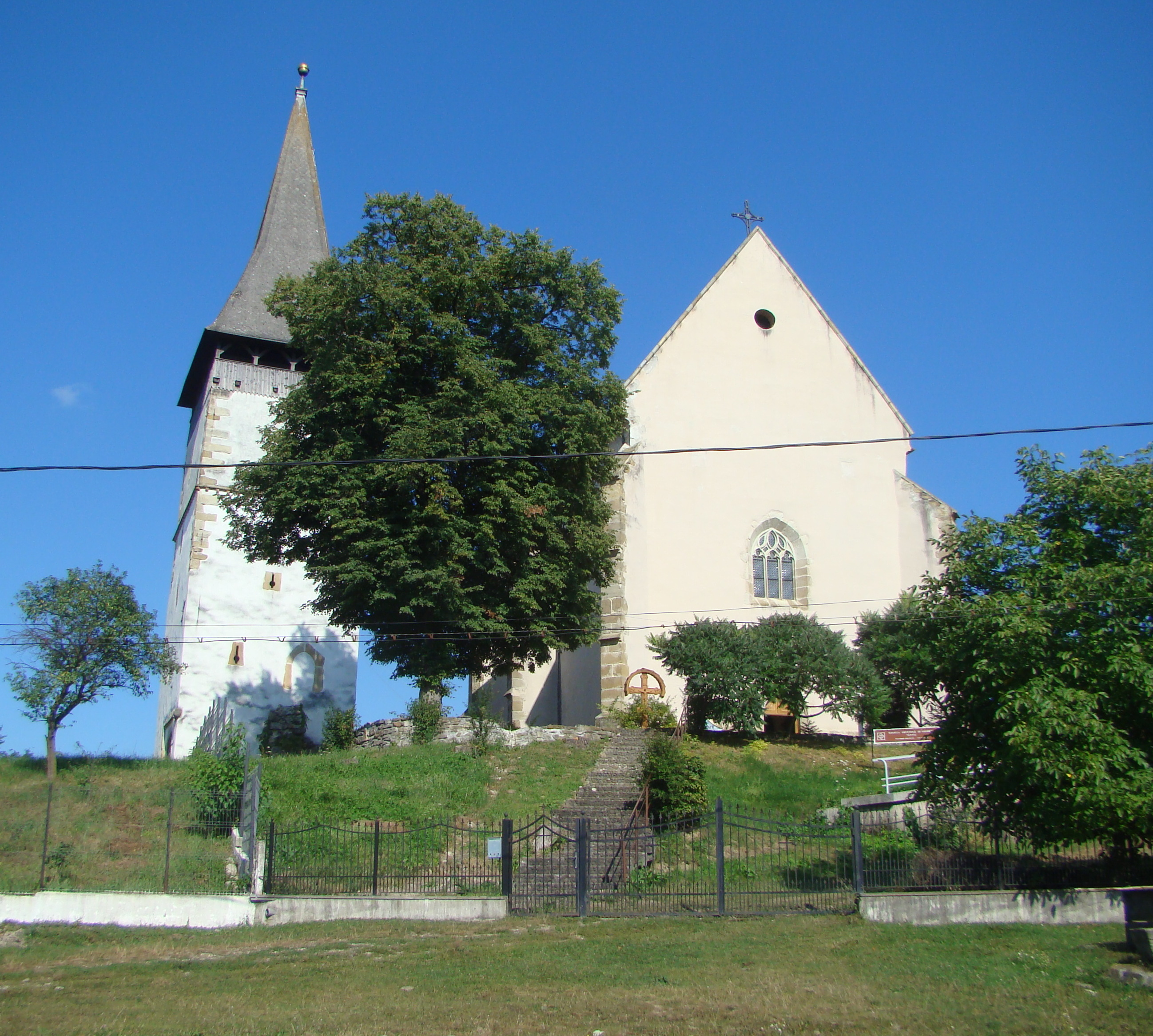
Ansamblul bisericii evanghelice C.A., azi ansamblul bisericii ortodoxe „Sfântul Mare Mucenic Gheorghe” (monument istoric)
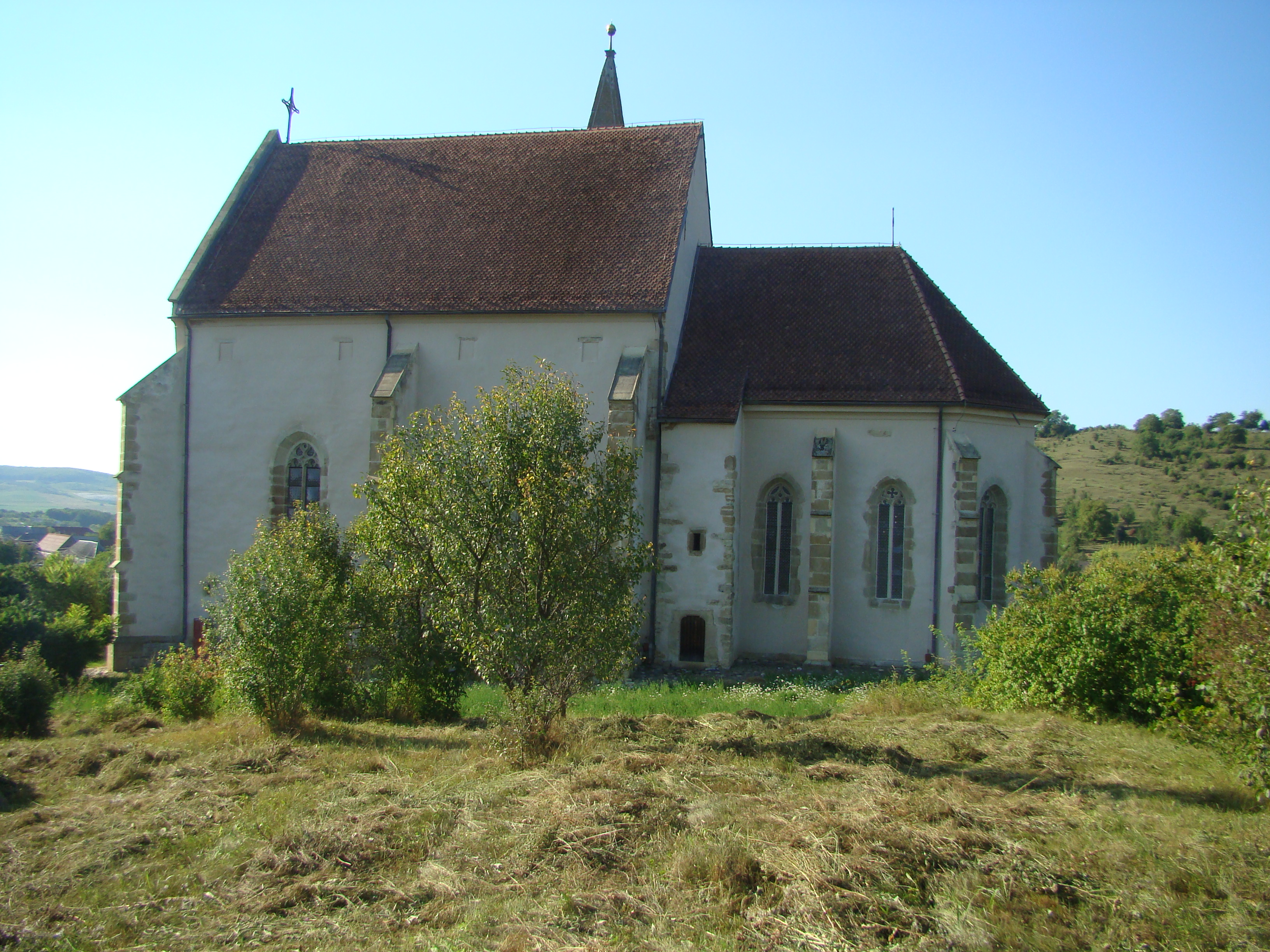
Ansamblul bisericii evanghelice C.A., azi ansamblul bisericii ortodoxe „Sfântul Mare Mucenic Gheorghe” (monument istoric)
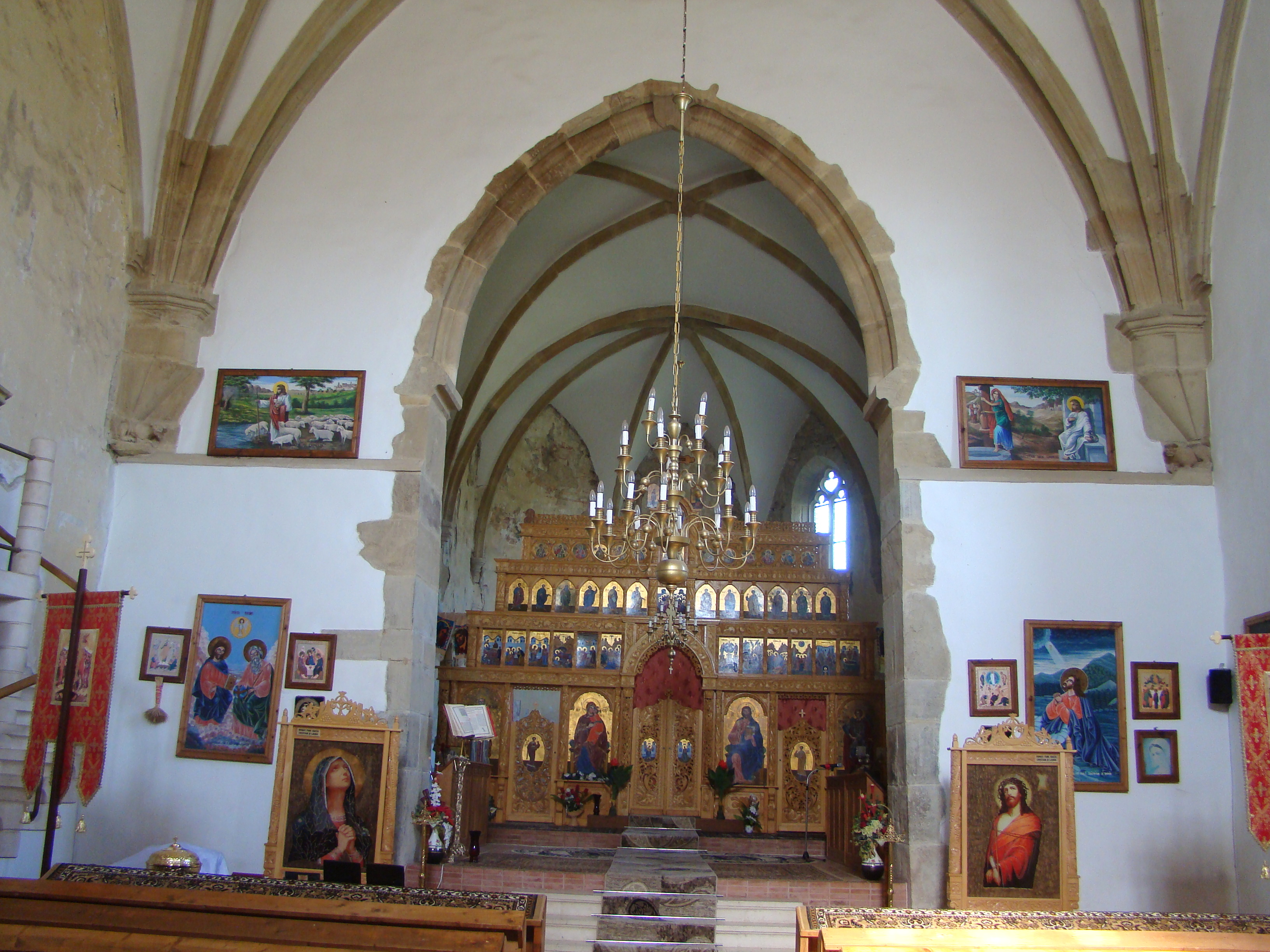
Biserica (interior)
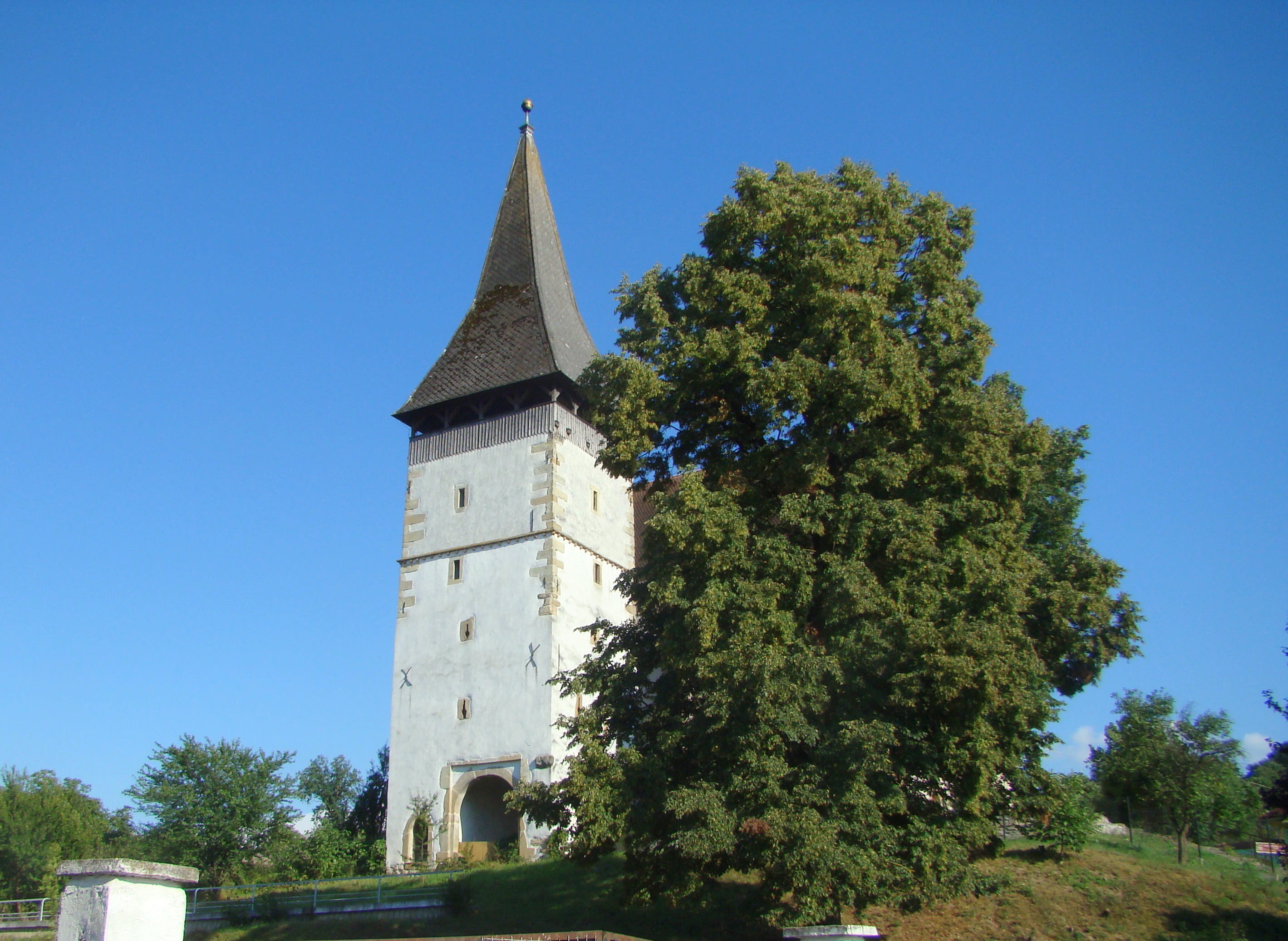
Turnul-clopotniţă